# Fougasse (arme)
Pour les articles homonymes, voir Fougasse (homonymie).
Une fougasse est une  mine improvisée construite en faisant un creux dans le sol ou de la roche et en le remplissant avec des explosifs (à l'origine, de la poudre noire) et des projectiles. La fougasse était bien connue des ingénieurs militaires au milieu du XVIIIe siècle, mais a également été évoquée par Vauban au XVIIe siècle et utilisé par Samuel Zimmerman à Augsbourg au XVIe siècle. Cette technique a été utilisée dans plusieurs guerres européennes, la guerre d'indépendance des États-Unis, et la guerre de Sécession. Le terme est toujours utilisé pour désigner de tels dispositifs. Cela a été le cas en 1972, et à de multiples reprises, pour la traduction en français du roman Août 14 (premier volet de La Roue rouge) d'Alexandre Soljenitsyne, œuvre qui s'inscrit dans le contexte de la seconde Bataille de Tannenberg, au début de la Première Guerre mondiale.

## Mise à feu
La méthode normale de mise à feu était d'utiliser une torche ou une mèche lente qui allume un saucisson (un tube en tissu ou en cuir imperméabilisées avec de la poix et rempli de poudre noire) conduisant à la charge principale. Cela avait de nombreux inconvénients: le tireur était à la vue de l'assaillant, et devait courir après avoir mis à feu l’amorce. La poudre noire était également très sensible à l'humidité, et pouvait ne pas fonctionner du tout. En 1573, Samuel Zimmermann imagina une méthode améliorée qui incorporait une mise à feu via un mécanisme à chenapan (ou plus tard, un mécanisme à silex) dans la charge et connectée la mise à feu à la surface via un fil. Ce qui était plus résistant à l'humidité, mieux caché, et a permis au tireur d'être plus éloigné. Cela a également permis à la fougasse d’être mise à feu par fil, la transformant en une mine à fragmentation antipersonnel.
Dans une lettre à sa sœur du 14 juin 1855, le colonel Hugh Robert Hibbert décrit une telle arme, employée durant la guerre de Crimée :

« Ces misérables Russes ont découvert un nouveau système de gêne qui serait bien digne d’une invention de Franky [leur frère] et qui se compose d'une série de petites mines ou de barils de poudre enterrés dans le sol entre nos lignes et les leurs, et un petit tube en fer blanc, d’une longueur de deux ou trois pieds,  posé sur le sol à quelques centimètres au-dessus. Ce tube est rempli d'un certain composé qui explose dès qu'il est touché, de sorte que des malheureux marchant dans l'herbe, sans savoir pourquoi, se retrouvent soudain projetés dans les airs comme des pétard avec les jambes et les bras volant dans différentes directions. Nous avons eu beaucoup d'hommes soufflés par ces engins, et l'herbe est si haute qu’on ne voit pas du tout le tube. Le nom technique est « Fougasse ». Franky devrait savoir ce que c’est, je pense. L’espace entre nos anciennes tranchées, et celles des Russes que nous avons pris l'autre jour est rempli de ces engins. La nuit, vous entendez une soudaine explosion et vous savez qu’un misérable qui a traversé d'une tranchée à l'autre pour voir ce qu'il pourrait obtenir, a marché sur le tube et l'a fait sauter. Je pense souvent à la manière dont les Russes doivent bien rire quand ils entendent ces choses exploser, la nuit, de toutes parts, ils doivent bien reconnaître ce que c’est. »

## Types
Il existe plusieurs variantes en fonction du matériau projeté par l'explosion.

### Pierre
Le type le plus commun dans les premières utilisations était la fougasse à pierre, qui était tout simplement rempli de grosses pierres, briques, etc. Lorsqu’elle était mise à feu, elle dispersait une grêle de pierres à grande vitesse vers l’avant. Des fougasses à grosse pierre pouvait être constituées de plusieurs tonnes de gravats et d'un demi quintal de poudre.

### Obus
La fougasse à obus était chargée avec au début des obus de mortier à poudre noire (essentiellement une version plus grande d’une vieille grenade à main à poudre noire) ou des « carcasses » incendiaires. Mise à feu, la charge de poudre projetait en l’air les obus et enflammait leurs amorces, ainsi les projectiles seraient dispersés à travers la zone cible, et ensuite explosaient, saturant la zone avec de fragments ou de flammes dans toutes les directions avec un effet similaire à une bombe à sous-munitions.

### Incendiaire

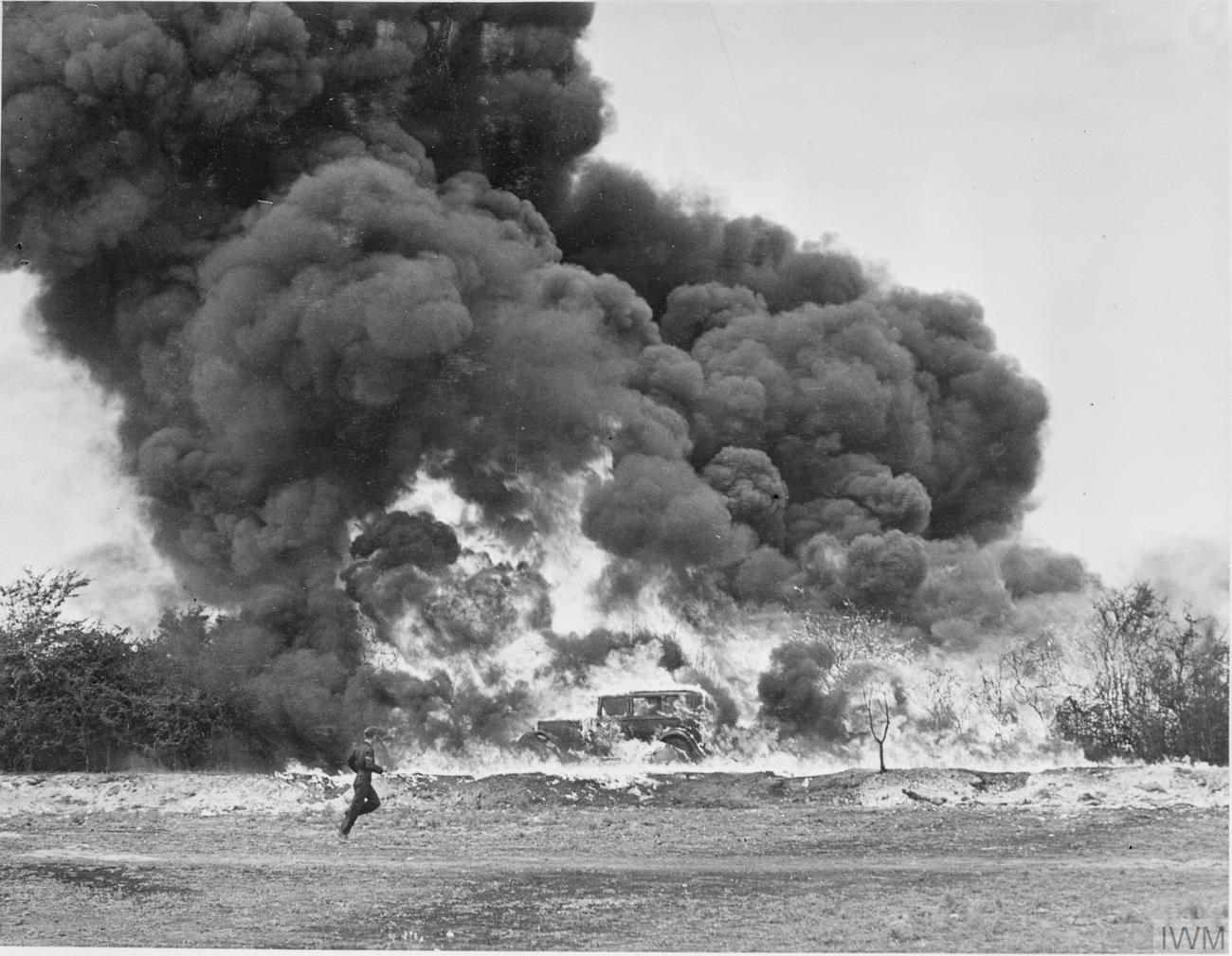
Un essai d'une fougasse incendiaire, quelque part en Grande-Bretagne. Une voiture est entourée par les flammes et un énorme nuage de fumée (vers 1940).

Une fougasse incendiaire était une arme similaire dans laquelle le projectile était un liquide inflammable, habituellement un mélange d'essence et d’huile. La fougasse incendiaire a été développée par le Petroleum Warfare Department en réponse à la menace d'une invasion allemande pendant la Seconde Guerre mondiale.
En Grande-Bretagne, pendant la Seconde Guerre mondiale, la fougasse incendiaire était généralement constituée à partir d'un fût de 40 gallons (150 litres) enterré dans un bas-côté d’une route et camouflé. Elle était placée à des endroits comme un virage, une pente raide ou à un barrage routier, où les véhicules seraient obligés de ralentir. L’ammonal servait de charge propulsive à la fougasse incendiaire qui, lorsqu'elle était mise à feu, générait une flamme de 3 mètres de large et de 27 mètres de long. Initialement, un mélange de 40 % d'essence et de 60 % de gazole a été utilisé. Il fut plus tard remplacé par un gel adhésif de goudron, de chaux et d'essence connu sous le nom 5B.
Le compte rendu de novembre 1944 du service de renseignement du département à la guerre américain (US War Department Intelligence) fait référence à un «lance-flammes Fougasse» utilisé par les défenseurs russes à Stalingrad comme étant la base d'une version allemande trouvée en Italie. Cette version allemande était enterrée dans une direction fixe et intégrée dans un dispositif défensif comportant des mines terrestres conventionnelles et des barbelés. L'arme allemande, l’Abwehrflammenwerfer 42 était constitué d’un ensemble de sept fûts de 36 litres, câblés à un poste de tir et pouvant être tirés individuellement ou simultanément.
Dans les manuels de bataille des armées actuelles, la fougasse incendiaire est considérée comme un expédient sur le champ de bataille. Elle est construite à partir de fûts métalliques disponibles et de charges explosives ou de grenades à main déclenchées électriquement ou par un cordon détonant. Certains modèles utilisent des longueurs de cordon détonant ou une amorce pour faire exploser le fût en même temps que la charge principale. Les armes de ce type ont été largement utilisées dans les guerres de Corée et du Viêt Nam ainsi que d'autres conflits.